# Coenosia trichophthalma
Coenosia trichophthalma är en tvåvingeart som beskrevs av Albuquerque 1959. Coenosia trichophthalma ingår i släktet Coenosia och familjen husflugor. Inga underarter finns listade i Catalogue of Life.